# ジェームズ・ハーデン
ジェームズ・エドワード・ハーデン・ジュニア（James Edward  Harden Jr., 1989年8月26日 - ）は、アメリカ合衆国カリフォルニア州コンプトン出身のプロバスケットボール選手。NBAのロサンゼルス・クリッパーズに所属している。ポジションはシューティングガードとポイントガードを兼ねるコンボガード。愛称は「The Beard（髭）」。歴代屈指の得点力を誇り、NBA史上最高のシューティングガードの1人とされている。
ロケッツ時代に8年連続でNBAオールスターに選出、6回のオールNBAファーストチーム選出を含め、7回のオールNBAチームを受賞している。2021年にはNBA75周年記念チームに選出され、リーグ史上最も偉大な選手の1人として称えられた。

## 学生時代
高校はカリフォルニア州レイクウッドのアルティシア高校に進学。3年生のシーズンには18.8得点、7.7リバウンドまで成績を伸ばし、同校を33勝1敗の戦績と州タイトルに導いた。高校最後のシーズンも18.8得点、7.9リバウンドと成績を維持し、2年連続の州タイトルを獲得。ハーデン自身はマクドナルドのオールアメリカンに選ばれている。
ハーデンは高校でプレイする傍らでアマチュア・アスレチック・ユニオンのチーム、『Pump-N-Run Elite』でもプレイしており、2006年のラスベガス・アディダス・スーパー64チャンピオンシップでは、準々決勝で33得点、準決勝で34得点を記録し、決勝でケビン・ラブ擁する『南カリフォルニア・オールスターズ』を破り、優勝を果たした。同チームにはマイケル・ビーズリーらも所属した。

### アリゾナ州立大学

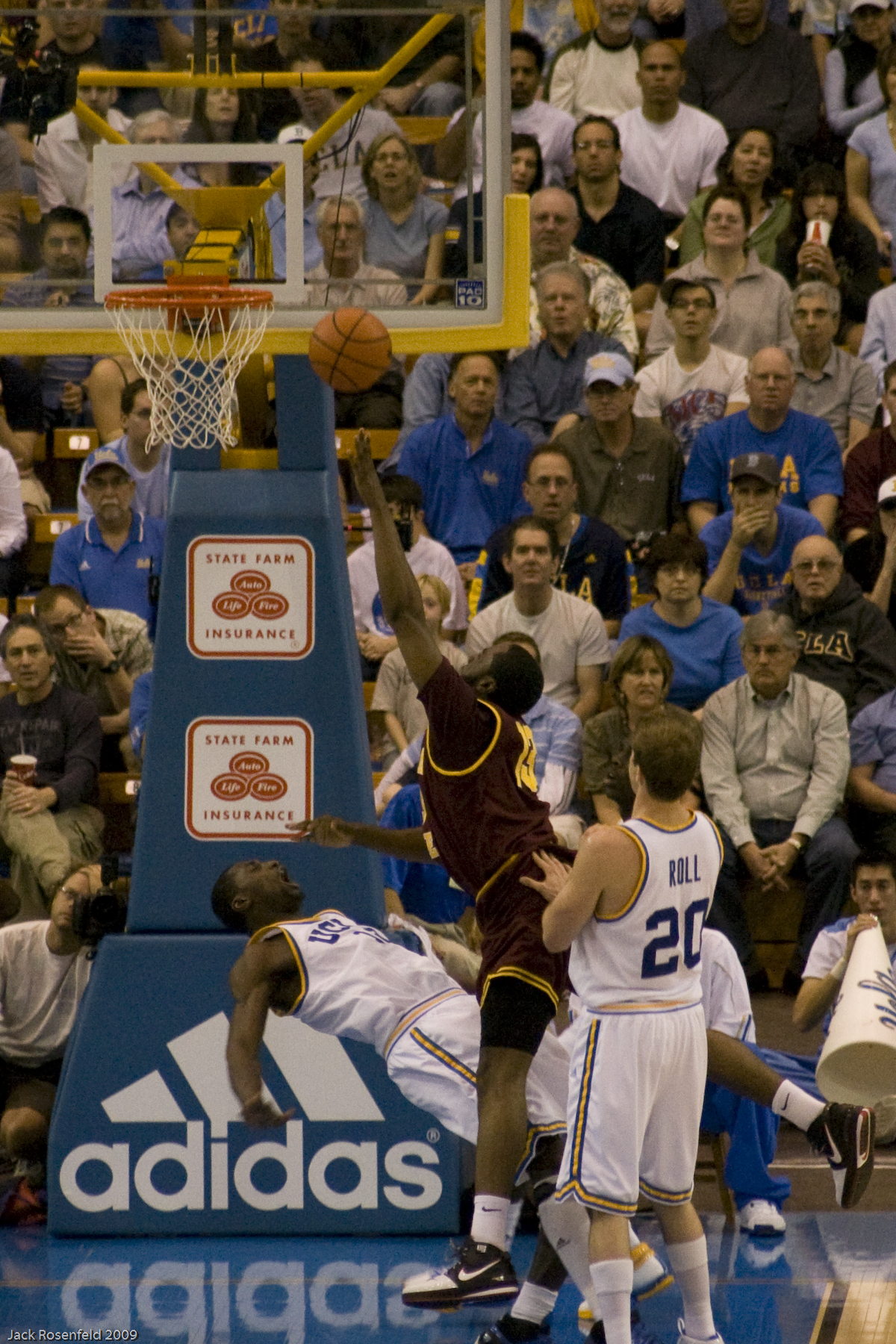
大学でのプレイ。シュートを打っている選手がハーデン。

大学はアリゾナ州立大学に進学。1年目の2007-08シーズンからチームのエースとして活躍し、17.8得点、5.3リバウンドの成績を記録してパシフィック・テン・カンファレンスの1stチーム、全米バスケットボールコーチ協会、全米バスケットボール記者協会の1stチームに選ばれた。ハーデンが加入する以前のアリゾナ州立大はカンファレンス9位の成績だったが、このシーズンはハーデンの活躍で5位まで浮上している。NCAAトーナメント進出は逃したものの、ナショナル・インビテーション・トーナメント（NCAAトーナメントと並ぶ全米規模のトーナメント。NCAAトーナメントに出場できなかった大学から出場校が選抜される）には選抜され、3回戦まで進出した。
2年目の2008-09シーズンには20.6得点、5.6リバウンド、4.2アシスト、1.7スティールを記録してカンファレンス史上5人目となる得点王とスティール王の二冠を達成し、カンファレンスの年間最優秀選手とAP通信選出のオールアメリカンに選ばれた。出場を果たしたNCAAトーナメントでは2回戦まで進出している。
ハーデンはアリゾナ州立大のスター選手となり、キャンパスでは「Die Harden Fan」（Diehard fan=根っからのファン、何があってもやめないファンの意のアナグラム）とプリントされたTシャツが出回った。またメジャースポーツ誌の『スポーツ・イラストレイテッド』の表紙を飾ったことでも話題となった。

## NBAキャリア

### オクラホマシティ・サンダー

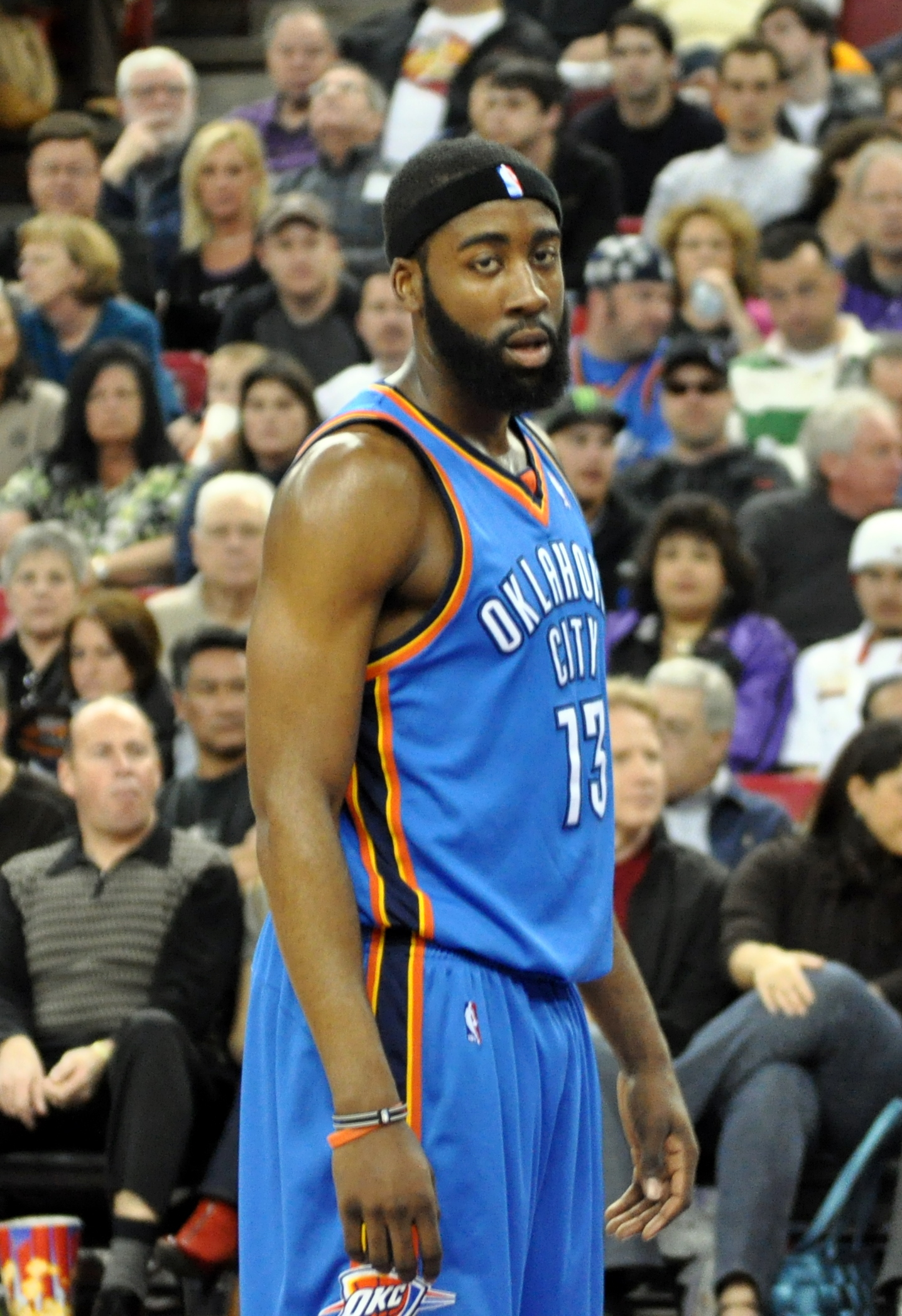
オクラホマシティ・サンダー 2010年

アリゾナ州立大では2年間だけプレイし、シーズン開幕前に2009年のNBAドラフトにアーリーエントリー。オクラホマシティ・サンダーから全体3位指名を受けてNBA入りを果たした。サンダーは前年2008年のNBAドラフト後に前身のシアトル・スーパーソニックスから現在のチーム名と本拠地に変更しており、ハーデンはサンダー史上初のドラフト指名者となった。
| ウイングスパン      | 垂直跳び             | コート3/4（約21m）走 | ベンチプレス（84kg） |
| ------------------- | -------------------- | -------------------- | -------------------- |
| 6' 5.25"（約210cm） | 31.5inch（約80.0cm） | 3.13秒               | 17回                 |

#### 2009-10シーズン
3位指名を受けてNBA入りをし多くの期待を受けたが、ベンチからの出場が多く9.9得点、3.2リバウンド、1.8アシストと3位指名としては物足りない数字となったが、チームは5年振りにシーズン勝率6割を達成し、プレーオフ進出を決めた。またオールルーキー2ndチームに選ばれた。

#### 2010-11シーズン
2年目のシーズンも82試合中77試合ベンチからの出場だったがシックスマン賞の候補に選ばれるほど成長し、12.2得点、3.1リバウンド、2.1アシストと成績を上昇させ、チームも21世紀に入って最高となる55勝27敗で地区優勝を果たした。プレーオフでも暴走気味でゲームメイクを放棄したウェストブルックに変わって途中出場からゲームを落ち着かせ、またシーズンから得点をアップさせ、順調に勝ち進み15年ぶりカンファレンスファイナルに進出したチームにとって重要な役割を果たした。

#### 2011-12シーズン
2011-12シーズンはロックアウトにより短縮されたレギュラーシーズンの62試合のうち先発出場はわずか2試合であったが、1試合平均出場時間は31.4分、平均得点は16.8点の活躍を見せNBAシックスマン賞を受賞した。2012年4月22日のロサンゼルス・レイカーズ戦、メッタ・ワールド・ピースに頭部を肘打ちされ脳しんとうを起こし、残りのレギュラーシーズンを欠場した。その後プレーオフで復帰し、レイカーズ、サンアントニオ・スパーズを相手に終盤の競ったゲーム展開の中得点を重ね、チームのオクラホマ移転後初となるNBAファイナル進出に大きく貢献した。しかしNBAファイナルでは不調に陥り、マイアミ・ヒートの前に敗れ去った。

### ヒューストン・ロケッツ

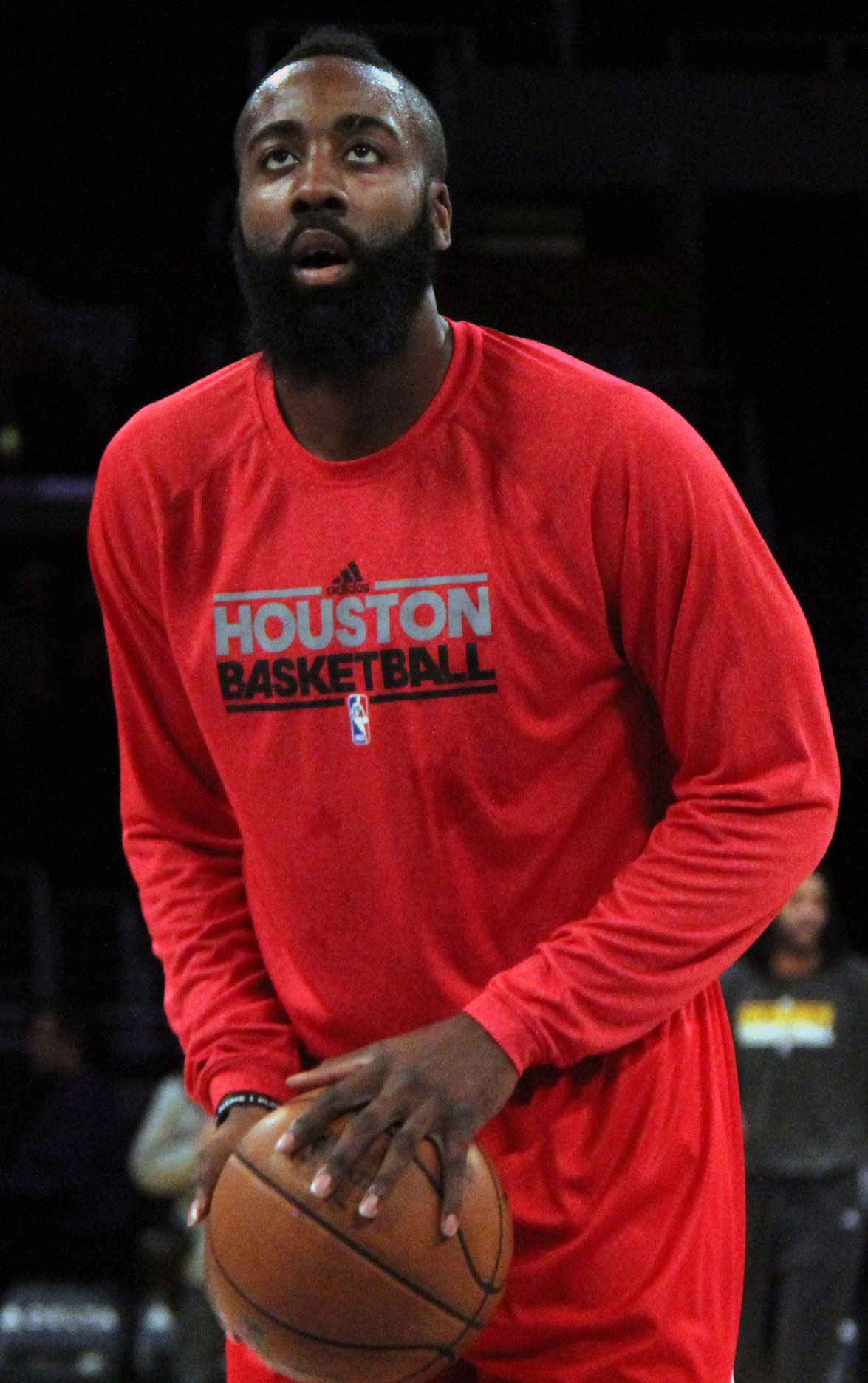
ヒューストン・ロケッツ 2012年

契約延長でMAX契約を望むハーデン側とサンダーとの溝が埋まらず、2012-13シーズン開幕前にヒューストン・ロケッツに放出された。

#### 2012-13シーズン
契約延長期限間近にしてヒューストン・ロケッツにトレードされたハーデンだが、開幕戦からいきなり37得点、6リバウンド、12アシストという成績を記録し、その次の試合でも45得点、7リバウンドと活躍を見せる。最終的にシーズン平均で25.9得点、4.9リバウンド、5.8アシストという数字を残し、その上昨季まで34勝32敗だったロケッツを45勝37敗と押し上げ、見事チームを2008-09シーズン以来のPO進出へと導いたがファーストラウンドで古巣のサンダーを前に2勝4敗と敗れさった。
なお、この年ハーデンは自身初のNBAオールスターゲーム出場とオールNBAチーム選出（3rd）を果たした。

#### 2014-15シーズン
もう1人のチームの中心であったドワイト・ハワードが41試合の出場に留まるなど、チームは故障に泣かされたが、ハーデン自身は81試合とほぼ全試合出場し、チームはウェスタン・カンファレンス2位の成績となる56勝26敗を挙げた。
また、2015年3月19日のデンバー・ナゲッツ戦ではキャリアハイ（当時）となる50得点を、その数週間後の2015年4月1日のサクラメント・キングス戦ではそれを更新する51得点を記録するなど、MVPレベルの活躍を披露。
MVP投票では惜しくもステフィン・カリーに次いで2位という結果になってしまったが、自身3回目のオールスター出場と自身2回目のオールNBAファーストチーム（オールNBAチームとしては3回目）を果たした。POではCFまで進出するも、カリー擁するGSWに1勝4敗と敗れてしまう。ハーデン自身も最終戦で12TOを記録してしまうなど不甲斐ない部分がみられた。
2015年に、アディダスと13年総額2億ドルのスポンサー契約を締結した。

#### 2016-17シーズン

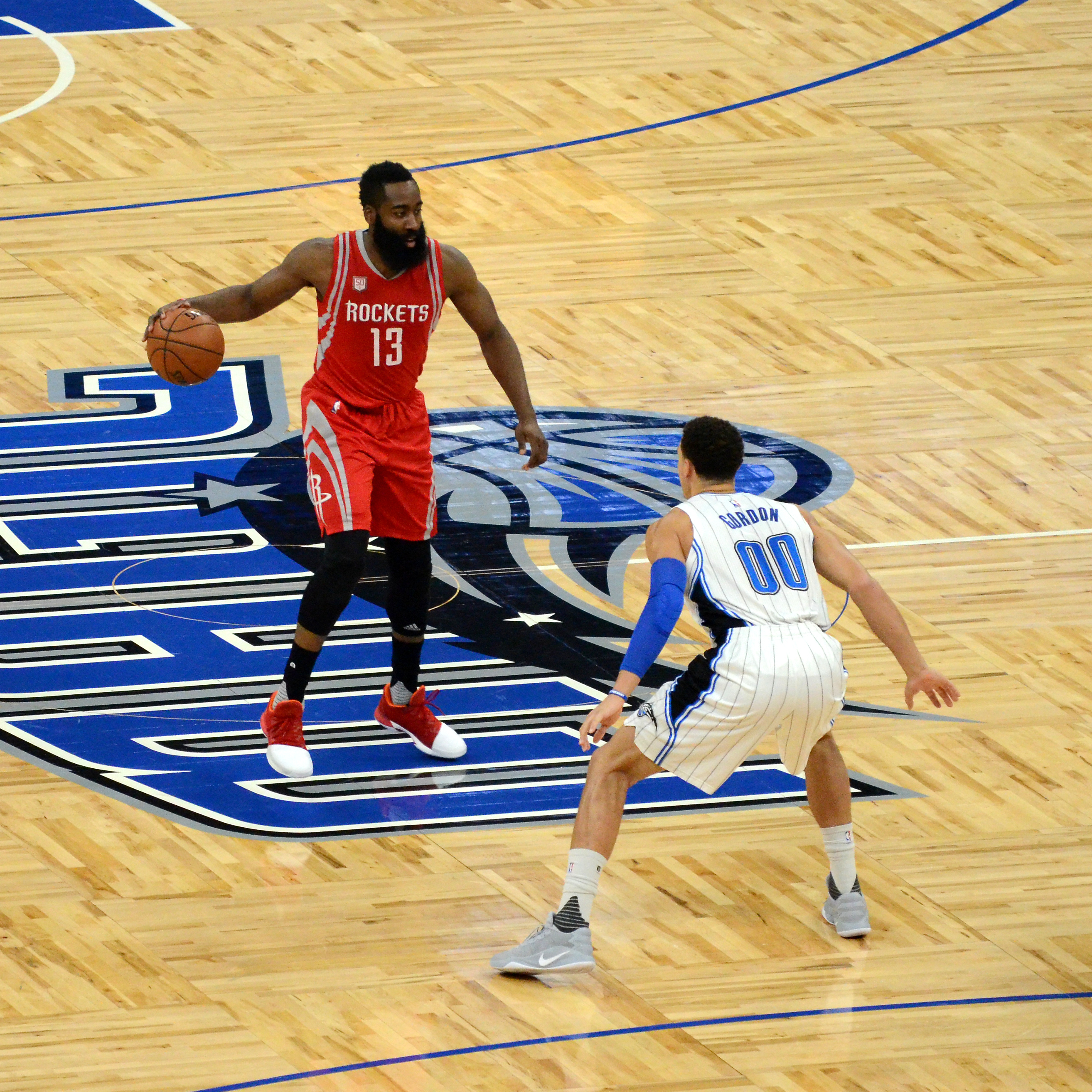
2017年1月でのオーランド・マジック戦のハーデン

2016年7月9日、ロケッツと2019-20シーズンまでの4年総額1億1800万ドルの延長契約を結んだ（4年目の3270万ドルはハーデンに選択権あり）。このシーズンからロケッツのHCに就任したマイク・ダントーニの方針でシューティングガードではなくポイントガードとして起用されることとなるが、この選択が彼のゲームメイカーとしての才能を引き出すことになった。
12月31日のニューヨーク・ニックス戦では53得点、16リバウンド、17アシストを記録し、リーグ初の1試合50得点・15リバウンド・15アシストの快記録を達成した。

#### 2017-18シーズン
2017年7月8日、ロケッツと2022-23シーズンまでの4年総額1億6900万ドルの契約延長を結び、残っていた契約と合わせて総額はNBA史上最高額の6年総額2億2800万ドルとなった（従来の最高はステフィン・カリーの2億100万ドルで、同年9月にはラッセル・ウェストブルックに更新された）。
2017年11月5日のユタ・ジャズ戦では、自己最多の56得点を記録した。2018年2月18日にロサンゼルスのステイプルズ・センターで行われるNBAオールスターゲームに先発出場することが発表された。2018年1月30日にホームで行われたオーランド・マジック戦で60得点、11アシスト、10リバウンドを記録し、NBA史上初となる60得点でのトリプルダブルを達成した。この記録は同時に1978年にカルビン・マーフィーが記録した57得点を3点上回る1試合球団史上最多得点であり、ハーデンにとっては前年の11月に行われたジャズ戦で記録した56得点を4点上回るキャリアハイの記録ともなった。ハーデンはこの試合でクリス・ポール、トレバー・アリーザを欠き、更に試合途中にはエリック・ゴードンが負傷退場となるなど、ハーデン以外の主力選手を3人も欠くなかでの試合となったが、第1クォーターから17得点するなど奮闘、第4クォーターには18得点を記録し、最終的に46分26秒とほぼ全時間に出場しチームの114-107での勝利に貢献した。2月25日に行われたデンバー・ナゲッツ戦で41得点、8リバウンド、7アシストを記録し、試合はロケッツが119-114で勝利しチームの連勝を12に伸ばした。3月9日に行われたトロント・ラプターズ戦で40得点を記録したが、試合はラプターズに108-105で敗れ、チームの連勝記録は17でストップした。3月17日に行われたニューオーリンズ・ペリカンズ戦で32得点、11リバウンド、8アシストを記録し、試合はロケッツが107-101で勝利した。3月18日に行われたミネソタ・ティンバーウルブズ戦で34得点、12アシスト、2スティールを記録し、試合はロケッツが129-120で勝利した。3月20日に行われたポートランド・トレイルブレイザーズ戦で42得点を記録し、試合はロケッツが115-111で勝利した。3月25日に行われたアトランタ・ホークス戦でトリプル・ダブルとなる18得点、15アシスト、10リバウンドを記録し、試合はロケッツが118-99で勝利し、チーム史上初となるレギュラーシーズン60勝を達成した。4月3日に行われたワシントン・ウィザーズ戦で38得点、10リバウンド、9アシストを記録し、試合はロケッツが120-104で勝利した。シーズン平均30.4得点を記録しキャリア初の得点王とMVPを獲得した。モーゼス・マローンが1981-82シーズンに記録した平均31.1得点に次ぐチーム歴代2番目の記録となった。
プレーオフ1回戦、対ミネソタ・ティンバーウルブズの初戦で44得点を記録し、試合はロケッツが104-101で勝利した。第4戦で36得点を記録、ロケッツは第3クォーターだけで50点を記録し119-100で勝利した。2回戦、対ユタ・ジャズの初戦でプレーオフ6度目の40得点超えとなる41得点を記録し、試合は110-96で勝利した。

#### 2018-19シーズン

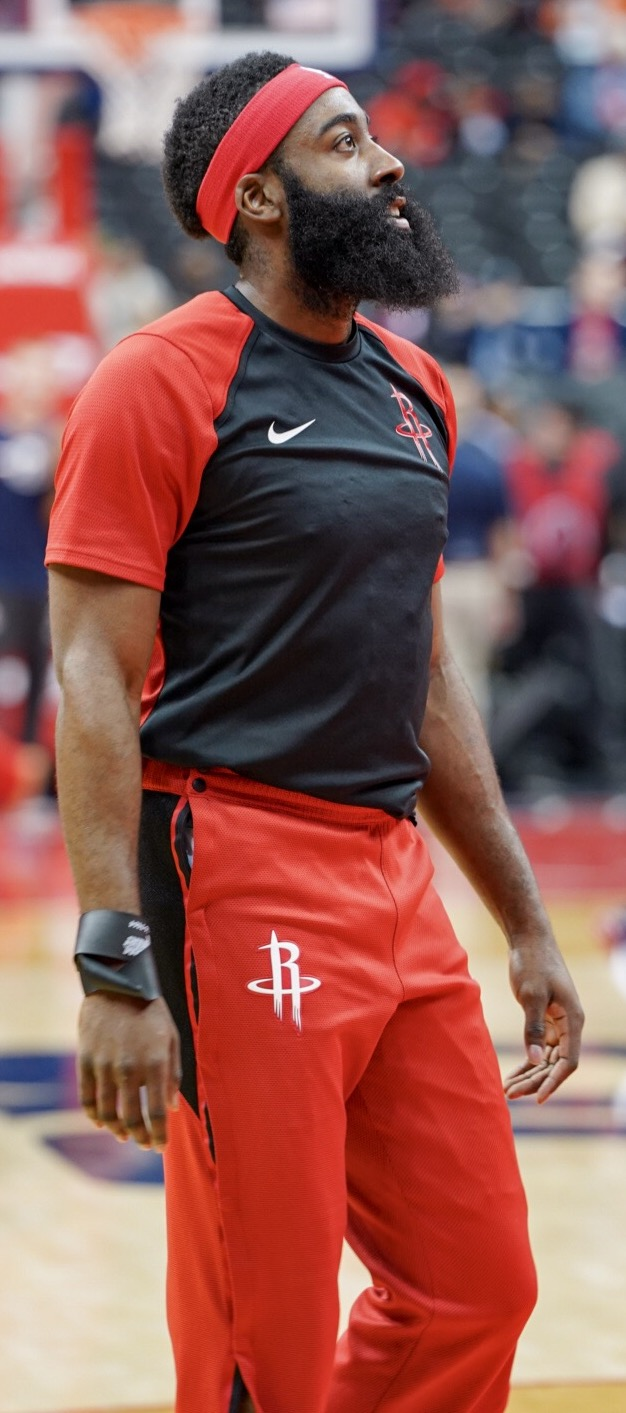
2018年のハーデン

今期の序盤、ヒューストン・ロケッツは大不調に陥り、11勝14敗という記録でシーズンを始めた。1月11日、彼は第3クオーターまでで43得点、10リバウンド、12アシストと大活躍し、クリーブランド・キャバリアーズに141-113で勝利した。30分以内に40得点以上のトリプルダブルを決めたのはNBA史上初の快挙である。またこの試合で彼は8本の3ポイントシュートを決め、1試合に5本以上の3ポイントシュートを12試合続けて達成し、自身のNBA記録を更新した。さらに、ハーデンは今シーズン13回目の40得点以上を記録したため、モーゼス・マローンによるロケッツでのフランチャイズ記録である、シングルシーズンに40得点以上を記録した試合数を13に更新した。1月13日の試合で、ハーデンは38得点と奮闘したが、 オーランド・マジックに116-109で敗北した。1月14日、彼はメンフィス・グリズリーズ戦で57得点と大爆発し、112-94で勝利した。1月16日、彼はブルックリン・ネッツに敗れたものの、58得点を記録した。1月23日、彼はニューヨーク・ニックスに114-110で勝利し、15リバウンドとキャリアハイである61得点を記録した。これにより、NBA史上4番目に長い記録である21試合連続で30得点以上を記録するという偉業を達成した。これより上の3つの記録は全てウィルト・チェンバレンが保持している。（65試合、31試合、25試合）。1月29日、ニューオーリンズ・ペリカンズに対して37得点を記録し、ハーデンは24試合連続で30得点以上を記録し、11試合連続で35得点以上を記録した。2月1日のデンバーナゲッツ戦での30得点、2月2日のユタジャズ戦での43得点で、ハーデンはNBA史上3番目に長い、連続で30得点以上を達成した記録数を更新した。2月13日、ミネソタ・ティンバーウルブズ戦で42得点を記録し、ハーデンは31試合連続で30得点以上を記録、チェンバレンに並びリーグ史上2番目に長い30得点以上を記録した選手となった。2月21日、オールスターブレイク後のロケッツの最初の試合で、ハーデンはロサンゼルス・レイカーズに対して30得点を記録し、チェンバレンの2つ目の記録を超え、NBA史上2番目の長さとなる32試合連続で30得点以上記録した選手となった。
体調を崩して次の試合に欠場した後、2月25日のアトランタ・ホークス戦で28得点を記録し、彼の連続30得点以上の試合数は32試合で止まった。2月28日、マイアミ・ヒートに121-118で勝利し、58得点を記録した。3月19日、彼はアトランタ・ホークスに勝利して31得点を記録し、1シーズン中に他の29チーム全てに対して30得点以上を記録したNBA史上初の選手となった。3月20日、彼はメンフィス・グリズリーズに126-125で敗れたが57得点を記録し、今シーズン7回目の50得点以上を記録した。2日後、彼はサンアントニオ・スパーズに111-115で勝利し、第1クオーターの27得点を含む計61得点を記録した。3月31日、ハーデンはサクラメント・キングス戦で50得点、11リバウンド、10アシストと活躍し、レギュラーシーズン9回目の50得点以上を記録した。また彼にとって5回目の50得点以上でのトリプルダブルであり、さらにキャリア通算2000本の3ポイントシュートを決めたNBA史上9番目のプレーヤーとなった。4月3日、ロサンゼルス・クリッパーズに135-103で勝利し、彼は1シーズンで2700得点・500アシストを達成した、NBA史上3人目の選手となった。4月7日のフェニックス・サンズに149-113で勝利し、ハーデンは30得点、13リバウンド、9アシスト、2スティールの素晴らしいパフォーマンスを見せ、コービー・ブライアントと並び、過去30年間で1シーズンに56試合30得点以上を記録した唯一の選手となった。またマイケル・ジョーダン（1989-90シーズン）に続き、1シーズンに2700得点・500アシスト・500リバウンドを記録した、NBA史上2番目の選手となり、マイケル・ジョーダンと並び、1シーズン平均30得点、7アシスト、5リバウンド、2スティールを記録した。
プレイオフ第1回戦のユタ・ジャズ戦、第2戦でハーデンは32得点、13リバウンド、10アシストを記録し、2-0とリードを伸ばした。第3戦は、彼は試合の序盤でFG0%（15本を試投し1本も決まらなかった）を記録した。これはマイケル・ジョーダンが、1997年のイースタン・カンファレンス決勝のマイアミヒート戦で記録した、FG11本中0本のNBAワースト記録を上回ることになった。しかし結局はFGを20本中3本決め、22得点、10アシスト、6スティール、4リバウンドでロケッツを104-101で勝利に導いた。ロケッツはその後、プレイオフ準決勝でゴールデン・ステイト・ウォーリアーズに4-2で敗北した。今シーズンの終わりに、彼は満場一致で自身5回目となるオールNBA1stチームに選ばれ、シーズンMVPのファイナリストにも選ばれた。

#### 2019-20シーズン

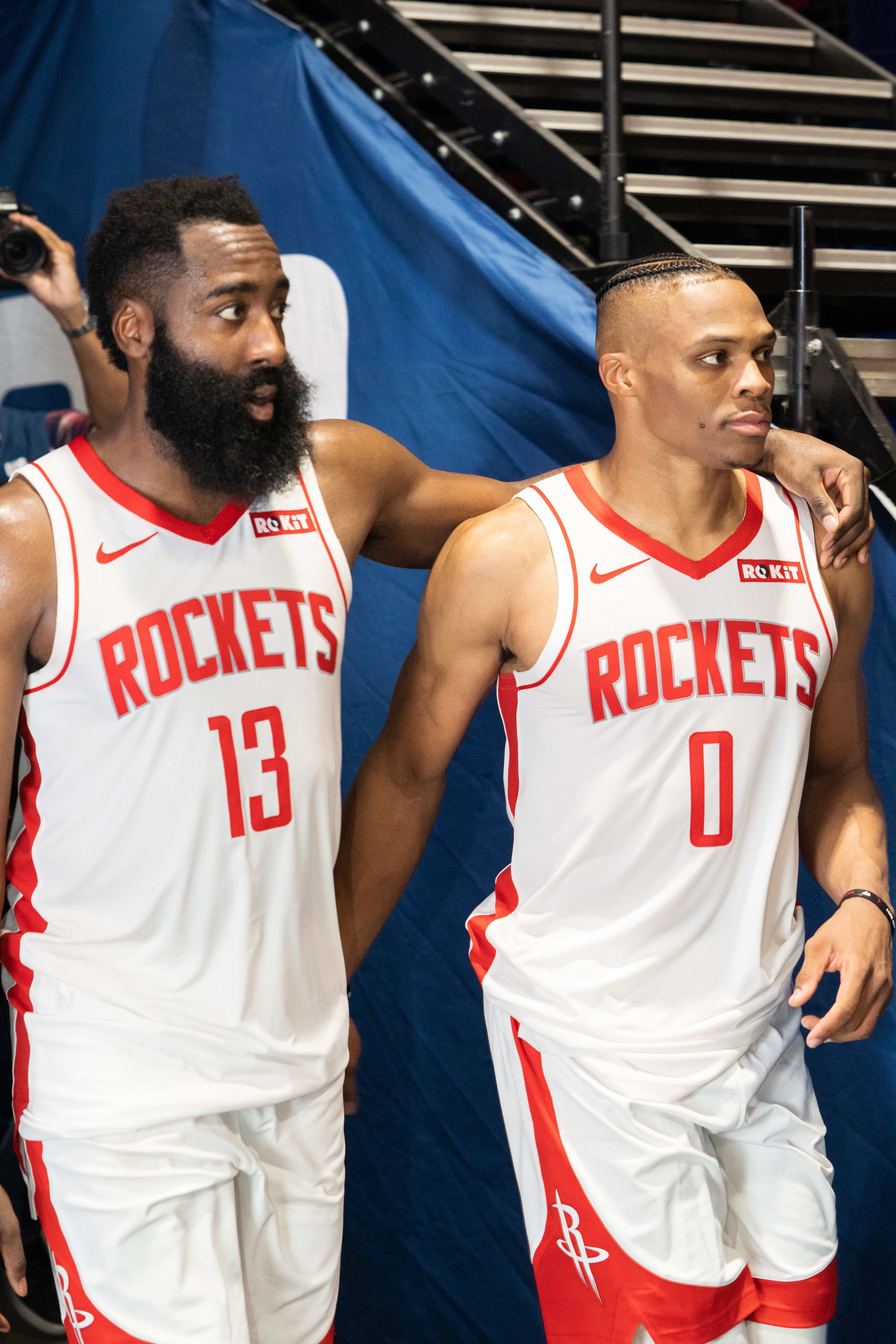
2019年のハーデンとウェストブルック。

シーズン開幕から最初の3試合はフィールドゴールド成功率が28.6%とスリーポイント成功率が15%と低迷していたが、2019年10月30日のワシントン・ウィザーズ戦にてシュートを32本中18本を沈め、キャリアハイに近い59得点、9アシストを記録し、チームは159-158で勝利した。この試合でハーデンは50点ゲームを6シーズン連続で記録し、ウィルト・チェンバレン（10シーズン連続）に次ぐNBA史上2番目に長い記録となった。
ハーデンはオクラホマシティ・サンダーでシックスマンとしてのキャリアをスタートしたにもかかわらず、2010年1月1日より10年間で1万9578得点でリーグ1位を記録しNBAのトップスコアラーとして10年を終えた。そして、ルカ・ドンチッチとともにウェスタンカンファレンスのバックコートのスターターとして8年連続のオールスターゲームに選ばれた。
NBAバブルが開始した最初の試合でハーデンは、49得点、9リバウンド、8アシスト、3スティール、3ブロック、1ターンオーバーのという高パフォーマンスを記録した。シーズン終了後、3シーズン連続でリーグ得点王となり、4年連続でMVPのファイナリストにも入り、オールNBAチーム（1stチーム）に選ばれた。

### ブルックリン・ネッツ
2019-20シーズン終了後にロケッツのフロントに不満を漏らし、トレードを要求した。結果的にオフの間にトレードは行われなかったが、開幕後は自身のスタッツもチームの成績も不本意なものとなり、2021年1月12日のロサンゼルス・レイカーズに大敗した試合後の記者会見で「手の施しようがない」とチームを批判した翌日にロケッツとブルックリン・ネッツ、クリーブランド・キャバリアーズ、インディアナ・ペイサーズの4チームが絡む大型トレードでネッツに移籍した。ネッツでのデビュー戦で、NBA史上初となる移籍先のチームで30得点以上でのトリプルダブル（32得点、12リバウンド、14アシスト）を記録した。
2021-22シーズンは前半戦までは好調だったものの、エースのケビン・デュラントが右膝を負傷し離脱、3番手であるカイリー・アービングがワクチン未接種でホームゲームに出場できず、自身の負担が倍増するなど様々な問題を抱えているネッツの状況に嫌気が差し、公表こそしていないもののトレードを希望した。

### フィラデルフィア・76ers
2022年2月10日のトレードデッドライン当日にベン・シモンズ、セス・カリー、アンドレ・ドラモンド、2022年1巡目指名権、2027年1巡目指名権とのトレードでポール・ミルサップと共にフィラデルフィア・76ersに移籍した。NBA入り以降着用し続けていた背番号「13」はシクサーズではウィルト・チェンバレンの永久欠番であるため、新たな背番号「1」を着用する。
オフに4730万ドルのプレイヤーオプションを破棄し、新たに2年総額6860万ドル（2年目はプレイヤーオプション）で76ersと再契約した。
2022-23シーズンは、2013年以来のオールスター不選出となったものの、レギュラーシーズンでは平均10.7アシストを記録し6シーズンぶりのアシスト王に輝いた。プレーオフではとのカンファレンス準決勝第1戦で45得点を記録し勝利したが、シリーズでは3勝4敗で敗れた。オフに76ersから長期契約の打診がなかったことに不満を募らせ、トレードを要求した。

### ロサンゼルス・クリッパーズ
2023年11月1日にマーカス・モリス、ロバート・コビントン、ニコラ・バトゥーム、ケニオン・マーティン・ジュニア、複数のドラフト指名権とのトレードで、P・J・タッカーと共にロサンゼルス・クリッパーズへ移籍した。

## プレースタイル
210cmのウィングスパンと強靭なフィジカルを有し、多彩な攻撃のバリエーションを持つサウスポーのスコアリングマシン。ポジションはSGだが状況に応じてPGもこなすことができる。オフェンスでは様々な引き出しを持ち、ピック・アンド・ロールを使いオフェンスを組み立てるのを好む。ドライブから引き付けてのパスや、独特のリズムでのレイアップ、小刻みなドリブルからのステップバック3Pなどを非常に得意としている。特にステップバックのタイミングと切れ味において、NBA史上でも屈指のものがある。どのレンジも高い決定力を誇っており、アイソレーションにも強く、強度の高いオフェンスを一貫して繰り出せるため、チャールズ・バークレーはオフェンス能力だけに限れば、マイケル・ジョーダンやコービー・ブライアントを上回ると評価している。
コートビジョンとパス能力にも長けているため、PGとしてゲームメイクすることもでき、ステフィン・カリーと並んで、スモールボール全盛時代の申し子とも言える。3度の得点王と2度のアシスト王に輝いた史上唯一の選手である。
また、ファウルをもらう技術にも非常に長けておりフリースローの成功率も高いため安定した得点を稼ぐことができ、1試合平均10本以上試投していることから2014-15シーズンから2019-20シーズンまで、FT成功数が連続でリーグ1位である。一方で明らかなフロッピング（Flop）を行うことがあり、罰則金を課されたこともある。
一方のディフェンスについては、「さぼりがち」と苦言を呈されることが多く、事実棒立ちして手を出すだけで横を素通りさせてしまうような状況も多い。その一方で非常にレベルの高いディフェンスをする時も多くあり、またサンダー在籍時は真面目にディフェンスをしていたため、これはオフェンス面での負担が大きいことに寄るものだと推測される。
ロケッツ移籍後、スターターとして出場時間が増えるに伴いフィールドゴール成功率が落ちる傾向にあり、プレイオフで更にプレー時間が増える場合は、更にその傾向が出ている。ロケッツ時代の一時期は、およそNBA選手に相応しくない著しい肥満体型をしていた。

## 人物
- 2017年9月、ハリケーン・ハービーの被害を受けたヒューストンに100万ドルを寄付するなど、非常に人格者としても知られる[52]。
- 熱心なクリスチャンである[53][54]。インタビューで「神が自分にしてくださった全てのことに感謝している」と述べている[55]。コートに入る時はいつも十字を切っている。
- トレードマークとなっているあご鬚は、2009年に生やし始めた。その理由を、剃るのが面倒で怠けていたからと説明している[56]。
- 一方で76es時代のヘッドコーチであるドック・リバースや複数のチームメイトから夜遊び好きを懸念されていた。

## 個人成績

### NBA

#### レギュラーシーズン
| シーズン     | チーム       | GP   | GS  | MPG  | FG%  | 3P%  | FT%  | RPG | APG  | SPG | BPG | PPG  |
| ------------ | ------------ | ---- | --- | ---- | ---- | ---- | ---- | --- | ---- | --- | --- | ---- |
| 2009–10      | OKC          | 76   | 0   | 22.9 | .403 | .375 | .808 | 3.2 | 1.8  | 1.0 | .3  | 9.9  |
| 2010–11      | OKC          | 82   | 5   | 26.7 | .436 | .349 | .843 | 3.1 | 2.1  | 1.1 | .3  | 12.2 |
| 2011–12      | OKC          | 62   | 2   | 31.4 | .491 | .390 | .846 | 4.1 | 3.7  | 1.0 | .2  | 16.8 |
| 2012–13      | HOU          | 78   | 78  | 38.3 | .438 | .368 | .851 | 4.9 | 5.8  | 1.8 | .5  | 25.9 |
| 2013–14      | HOU          | 73   | 73  | 38.0 | .456 | .366 | .866 | 4.7 | 6.1  | 1.6 | .4  | 25.4 |
| 2014–15      | HOU          | 81   | 81  | 36.8 | .440 | .375 | .868 | 5.7 | 7.0  | 1.9 | .7  | 27.4 |
| 2015–16      | HOU          | 82   | 82  | 38.1 | .439 | .359 | .860 | 6.1 | 7.5  | 1.7 | .6  | 29.0 |
| 2016–17      | HOU          | 81   | 81  | 36.4 | .440 | .347 | .847 | 8.1 | 11.2 | 1.5 | .5  | 29.1 |
| 2017–18      | HOU          | 72   | 72  | 35.4 | .449 | .367 | .858 | 5.4 | 8.8  | 1.8 | .7  | 30.4 |
| 2018–19      | HOU          | 78   | 78  | 36.8 | .442 | .368 | .879 | 6.6 | 7.5  | 2.0 | .7  | 36.1 |
| 2019–20      | HOU          | 68   | 68  | 36.5 | .444 | .355 | .865 | 6.6 | 7.5  | 1.8 | .9  | 34.3 |
| 2020–21      | HOU          | 8    | 8   | 36.3 | .444 | .347 | .883 | 5.1 | 10.4 | .9  | .8  | 24.8 |
| 2020–21      | BKN          | 36   | 35  | 36.6 | .471 | .366 | .856 | 8.5 | 10.9 | 1.3 | .8  | 24.6 |
| 2020-21計    | BKN          | 44   | 43  | 36.6 | .466 | .362 | .861 | 7.9 | 10.8 | 1.2 | .8  | 24.6 |
| 2021–22      | BKN          | 44   | 44  | 37.0 | .414 | .332 | .869 | 8.0 | 10.2 | 1.3 | .7  | 22.5 |
| 2021–22      | PHI          | 21   | 21  | 37.7 | .402 | .326 | .892 | 7.1 | 10.5 | 1.2 | .2  | 21.0 |
| 2021-22計    | PHI          | 65   | 65  | 37.2 | .410 | .330 | .877 | 7.7 | 10.3 | 1.3 | .6  | 22.0 |
| 2022–23      | PHI          | 58   | 58  | 36.8 | .441 | .385 | .867 | 6.1 | 10.7 | 1.2 | .5  | 21.0 |
| 2023–24      | LAC          | 72   | 72  | 34.3 | .428 | .381 | .878 | 5.1 | 8.5  | 1.1 | .8  | 16.6 |
| 2024–25      | LAC          | 79   | 79  | 35.3 | .410 | .352 | .874 | 5.8 | 8.7  | 1.5 | .7  | 22.8 |
| 通算         | 通算         | 1151 | 937 | 34.8 | .439 | .363 | .861 | 5.6 | 7.2  | 1.5 | .6  | 24.1 |
| オールスター | オールスター | 10   | 6   | 24.7 | .453 | .418 | .500 | 4.5 | 5.8  | .7  | .3  | 14.9 |

#### プレーオフ
| シーズン | チーム | GP  | GS  | MPG  | FG%  | 3P%  | FT%  | RPG | APG | SPG | BPG | PPG  |
| -------- | ------ | --- | --- | ---- | ---- | ---- | ---- | --- | --- | --- | --- | ---- |
| 2010     | OKC    | 6   | 0   | 20.0 | .387 | .375 | .842 | 2.5 | 1.8 | 1.0 | .2  | 7.7  |
| 2011     | OKC    | 17  | 0   | 31.6 | .475 | .303 | .825 | 5.4 | 3.6 | 1.2 | .8  | 13.0 |
| 2012     | OKC    | 20  | 0   | 31.5 | .435 | .410 | .857 | 5.1 | 3.4 | 1.6 | .1  | 16.3 |
| 2013     | HOU    | 6   | 6   | 40.5 | .391 | .341 | .803 | 6.7 | 4.5 | 2.0 | 1.0 | 26.3 |
| 2014     | HOU    | 6   | 6   | 43.8 | .376 | .296 | .900 | 4.7 | 5.8 | 2.0 | .2  | 26.8 |
| 2015     | HOU    | 17  | 17  | 37.4 | .439 | .383 | .916 | 5.7 | 7.5 | 1.6 | .4  | 27.2 |
| 2016     | HOU    | 5   | 5   | 38.6 | .410 | .310 | .844 | 5.2 | 7.6 | 2.4 | .2  | 26.6 |
| 2017     | HOU    | 11  | 11  | 37.0 | .413 | .278 | .878 | 5.5 | 8.5 | 1.9 | .5  | 28.5 |
| 2018     | HOU    | 17  | 17  | 36.5 | .410 | .299 | .887 | 5.2 | 6.8 | 2.2 | .5  | 28.6 |
| 2019     | HOU    | 11  | 11  | 38.5 | .413 | .350 | .837 | 6.9 | 6.6 | 2.2 | .9  | 31.6 |
| 2020     | HOU    | 12  | 12  | 37.3 | .478 | .333 | .845 | 5.6 | 7.7 | 1.5 | .8  | 29.6 |
| 2021     | BKN    | 9   | 9   | 35.8 | .472 | .364 | .903 | 6.3 | 8.6 | 1.7 | .7  | 20.2 |
| 2022     | PHI    | 12  | 12  | 39.9 | .405 | .368 | .893 | 5.7 | 8.6 | .8  | .7  | 18.6 |
| 2023     | PHI    | 11  | 11  | 38.8 | .393 | .378 | .873 | 6.2 | 8.3 | 1.8 | .4  | 20.3 |
| 2024     | LAC    | 6   | 6   | 40.3 | .449 | .383 | .906 | 4.5 | 8.0 | 1.0 | 1.0 | 21.2 |
| 2025     | LAC    | 7   | 7   | 39.4 | .436 | .364 | .818 | 5.4 | 9.1 | 1.3 | 1.0 | 18.7 |
| 通算     | 通算   | 173 | 130 | 36.2 | .425 | .340 | .869 | 5.5 | 6.5 | 1.6 | .6  | 22.5 |

### カレッジ
| シーズン | チーム           | GP | GS | MPG  | FG%  | 3P%  | FT%  | RPG | APG | SPG | BPG | PPG  |
| -------- | ---------------- | -- | -- | ---- | ---- | ---- | ---- | --- | --- | --- | --- | ---- |
| 2007-08  | アリゾナステート | 34 | 33 | 34.1 | .527 | .407 | .754 | 5.3 | 3.2 | 2.1 | .6  | 17.8 |
| 2008-09  | アリゾナステート | 35 | 35 | 35.8 | .489 | .356 | .756 | 5.6 | 4.2 | 1.7 | .3  | 20.1 |
| 通算     | 通算             | 69 | 68 | 35.0 | .506 | .376 | .755 | 5.4 | 3.7 | 1.9 | .4  | 19.0 |

## 脚註
1. 1 2  “DraftExpress pre draft measurements”. 2016年3月4日時点のオリジナルよりアーカイブ。2017年12月26日閲覧。
2. ↑  【公式】adidas JamesHarden - アディダス オンラインショップ
3. ↑  “2015-16 GM Survey”.   Nba.com. 2017年3月6日時点のオリジナルよりアーカイブ。2017年6月28日閲覧。
4. ↑  “Harden stands out among pack of top shooting guards”.   Nba.com. 2017年3月8日時点のオリジナルよりアーカイブ。2017年6月28日閲覧。
5. ↑  “75TH ANNIVERSARY TEAM”. NBA.com (2021年). 2022年1月22日閲覧。
6. ↑  “NBA75周年記念チームに現役選手から11人が選出”. sportingnews.com (2021年10月22日). 2021年11月13日閲覧。
7. ↑  Thunder's James Harden wins Kia Sixth Man Award---NBA.com Archived 2012年5月10日, at WebCite
8. ↑  Oklahoma City Thunder trades James Harden to Houston---NewsOK.com
9. ↑  James,Durant,Duncan lead 2012-2013 All NBA first team
10. ↑  
Stephen Curry, LeBron James headline All-NBA first ream
11. ↑  James Harden signs a four-year, $118 million contract extension with Rockets
12. ↑  James Harden posts historic performance vs. Knicks: 53 points, 17 assists and 16 rebounds
13. ↑  ジェームズ・ハーデンがNBA史上初の快挙となる50得点、15アシスト、15リバウンド超えを達成　NBA  JAPAN
14. ↑  “MVPのウエストブルック、サンダーと5年総額230億円で契約延長”.  フランス通信社 (2017年9月30日). 2018年2月25日閲覧。
15. ↑  “ハーデンが史上最高額でロケッツと契約延長、総額260億円 米報道”.  フランス通信社 (2017年7月9日). 2018年2月25日閲覧。
16. ↑  ジェームズ・ハーデンが自己最多56得点、ロケッツがジャズに圧勝　NBA.com  JAPAN
17. ↑  “NBAオールスター2018投票結果：レブロン・ジェームズが全体1位の票数を獲得”. NBA.com (2018年1月19日). 2018年1月25日閲覧。
18. ↑  Kristie Rieken (2018年1月31日). “James Harden has first 60-pont triple-double in NBA histry” (英語). The Denver Post. AP通信 2018年2月1日閲覧。
19. ↑  “Rockets beat Nuggets 119-114 for 12th straight win.” (英語). ESPN.com.  ESPN (2018年2月25日). 2018年2月26日閲覧。
20. ↑  “Lowry scores 30, Raptors end Rockets' win streak at 17 games” (英語). ESPN.com.  ESPN (2018年3月9日). 2018年3月10日閲覧。
21. ↑  “Rockets' James Harden: Double-doubles Saturday's win” (英語). cbssports.com.  CBS Sports (2018年3月17日). 2018年3月18日閲覧。
22. ↑  “Rockets' James Harden: Delivers 12 dimes in victory” (英語). cbssports.com.  CBS Sports (2018年3月19日). 2018年3月19日閲覧。
23. ↑  “Rockets' James Harden: Catches fire from field Thursday” (英語). cbssports.com.  CBS Sports (2018年3月21日). 2018年3月21日閲覧。
24. ↑  “Rockets beat Hawks 118-99 for 60th win” (英語). ESPN.com.  ESPN (2018年3月25日). 2018年3月26日閲覧。
25. ↑  “Harden just misses triple-double, Rockets rout Wizards” (英語). ESPN.com.  ESPN (2018年4月3日). 2018年4月4日閲覧。
26. ↑  “Kings beat short-handed Rockets 96-83 in season finale” (英語). ESPN.com.  ESPN (2018年4月11日). 2018年4月13日閲覧。
27. ↑  “Harden scores 44 points, Rockets beat Wolves 104-101” (英語). ESPN.com (2018年4月15日). 2018年4月24日閲覧。
28. ↑  “Harden, Rockets soar past Wolves 119-100 with 50-point 3rd” (英語). ESPN.com (2018年4月23日). 2018年4月24日閲覧。
29. ↑  “Harden's 41 points lead Rockets over Jazz in Game 1” (英語). ESPN.com (2018年4月29日). 2018年5月1日閲覧。
30. ↑  “James Harden 2019-20 Game Log” (英語). Basketball-Reference.com. 2019年10月31日閲覧。
31. ↑  SportsCentre (2019年10月30日). “FEAR THE BEARD: James Harden scores 59 points in a thrilling 159-158 #Rockets win over #Wizards. Harden comes up just two points shy of matching his career-high of 61, which he has achieved twice. MORE: https://www.tsn.ca/nba/game/houston-rockets-washington-wizards-20191030/Stats?event_id=124711 …pic.twitter.com/1RcGYIIJPt” (英語). @SportsCentre. 2019年10月31日閲覧。
32. ↑  “Rockets vs. Wizards - Game Summary - October 30, 2019 - ESPN” (英語). ESPN.com. 2019年10月31日閲覧。
33. ↑  Info, ESPN Stats & (2019年10月30日). “James Harden now has a 50-point game in 6 straight seasons, the 2nd-longest streak in NBA history behind Wilt Chamberlain. Chamberlain did so in 10 straight seasons from 1959 to 1969.pic.twitter.com/F5CDF6Ao22” (英語). @ESPNStatsInfo. 2019年10月31日閲覧。
34. ↑  “James Harden Named Western Conference Player of the Month” (英語). Houston Rockets. 2020年1月12日閲覧。
35. ↑  “「手の施しようがない」 ロケッツ完敗にハーデンの不満爆発 - 記事詳細｜Infoseekニュース”. Infoseekニュース. 2021年1月14日閲覧。
36. ↑  “Brooklyn-bound: Nets land Harden in blockbuster” (英語). ESPN.com (2021年1月13日). 2021年1月25日閲覧。
37. ↑  co.,Ltd, FromOne. “ネッツデビューを飾ったジェームズ・ハーデンがトリプルダブル「この機会に興奮した」”. バスケットボールキング. 2021年1月25日閲覧。
38. ↑  “76ers Acquire Seven-Time All-NBA Selection James Harden and Four-Time All-Star Paul Millsap in Trade with Brooklyn Nets” (英語). Philadelphia 76ers. 2022年2月11日閲覧。
39. ↑  “New Sixers star James Harden has to change uniform number, will wear No. 1” (英語). Sixers Wire (2022年2月11日). 2022年2月11日閲覧。
40. ↑  “James Harden, 10-Time NBA All-Star, Re-Signs with Philadelphia 76ers” (英語). www.nba.com. 2023年11月2日閲覧。
41. ↑  “'Aggressive' Harden takes over as 76ers stun C's” (英語). ESPN.com (2023年5月2日). 2023年11月2日閲覧。
42. ↑  “Harden, seeking trade, not at Sixers' media day” (英語). ESPN.com (2023年10月2日). 2023年11月2日閲覧。
43. ↑  “Clippers Acquire 10-Time NBA All Star James Harden and P.J. Tucker in Three-Team Deal” (英語). www.nba.com. 2023年11月2日閲覧。
44. ↑  “JAMES HARDEN”.   draftexpress.com. 2015年3月26日閲覧。
45. ↑  co.,Ltd, FromOne (2021年3月26日). “バークリーがハーデンを称賛「マイケルとコービーは彼のように3ポイントを打てなかった」”. バスケットボールキング. 2023年7月16日閲覧。
46. ↑  “得点王３度に２度のアシスト王。NBA史上初の快挙を達成したハーデンを盟友が称賛「彼が進化したんだと思う」＜DUNKSHOOT＞”. THE DIGEST. 2023年7月16日閲覧。
47. ↑  Rockets' Harden receives flop warning
48. ↑  James Harden sold his amazing flop by shoving Tyson Chandler
49. ↑  NBA warns Rockets' James Harden for flopping vs. Blazers
50. ↑  James Harden fined $5,000 for flop against Blake Griffin, Clippers (VIDEO)
51. ↑  B James Harden Stats--- Basketball-Reference.com
52. ↑  “ジェームズ・ハーデンがハリケーン・ハービー救済のため100万ドルを寄付”.  スポーティングニュース (2017年9月4日). 2018年9月30日閲覧。
53. ↑  “https://twitter.com/JHarden13/status/318547635831177216”. Twitter. 2023年7月16日閲覧。
54. ↑  “https://twitter.com/JHarden13/status/204091989522792449”. Twitter. 2023年7月16日閲覧。
55. ↑  “James Harden Wanted Time to Pray Before Leaving OKC”. web.archive.org (2014年2月22日). 2023年7月16日閲覧。
56. ↑  Thamel, Pete (2009年3月20日). “James Harden’s Style at Guard Masks His Ability at Arizona State” (英語). The New York Times. ISSN 0362-4331 2023年7月16日閲覧。